# Arundinaria
Arundinaria es un género de bambú de la familia de las poáceas, comúnmente conocido como cañas. Nativas de los Himalayas, China y Norteamérica. Comprende 471 especies descritas y de estas, solo 20 aceptadas.

## Descripción
Son plantas perennes, de raíces rizomatosas con tallos que pueden alcanzar más de siete metros de altura. Las hojas son largas, lanceoladas y muy flexibles. Sin embargo, las hojas basales son más cortas y sésiles. La floración se da en espiguillas solitarias que nacen sobre brácteas glabras en la parte superior de la planta.

## Taxonomía
El género fue descrito por Adrien-Henri de Jussieu y publicado en Annales des Sciences Naturelles; Botanique, sér. 2, 13: 255, en el año 1840. La especie tipo es Dinemandra ericoides A.Juss.
Etimología
Arundinaria: nombre genérico que deriva de la palabra latina arundo que significa "una caña".

## Especies
- Arundinaria acerba W.T.Lin
- Arundinaria appalachiana Triplett, Weakley & L.G.Clark
- Arundinaria baviensis Balansa
- Arundinaria caudiceps Koidz.
- Arundinaria chino (Franch. & Sav.) Makino
- Arundinaria fargesii E.G.Camus
- Arundinaria gigantea (Walter) Muhl.
- Arundinaria graminea (Bean) Makino
- Arundinaria kongosanensis Makino
- Arundinaria linearis Hack.
- Arundinaria matsunoi Makino
- Arundinaria nagashima (Mitford) Asch. & Graebn.
- Arundinaria pygmaea (Mitford) J. Houz.
- Arundinaria qingchengshanensis (Keng f. & T.P.Yi) D.Z.Li
- Arundinaria racemosa Munro
- Arundinaria scandens Soderstr. & R.P.Ellis
- Arundinaria shiobarensis Nakai
- Arundinaria simonii (Carrière) Rivière & C.Rivière
- Arundinaria spanostachya (T.P.Yi) D.Z.Li
- Arundinaria wightiana Nees